# پگی ری
پگی ری (انگلیسی: Peggy Jane Rea; ۳۱ مارس ۱۹۲۱ – ۵ فوریهٔ ۲۰۱۱) یک هنرپیشه اهل ایالات متحده آمریکا بود.

## گزیده فیلمشناسی
از فیلم‌ها یا برنامه‌های تلویزیونی که وی در آن نقش داشته‌است می‌توان به آثار زیر اشاره کرد.
- دارای اسلحه - آماده سفر
- دود اسلحه
- خانواده والتون (مجموعه تلویزیونی)
- در کشور
- ساخت آمریکا